# 科明托鎮區 (阿肯色州德魯縣)
科明托鎮區（英語：Cominto Township）是位於美國阿肯色州德魯縣的一個行政鎮區。

## 地方資料
科明托鎮區的面積為131.52平方千米，當中陸地面積為127.21平方千米，而水域面積為4.31平方千米。根據2010年美國人口普查的數據，當地共有人口422人，而人口密度為每平方千米3.21人。